# Université d'Ulm
L'université d'Ulm (en allemand Universität Ulm) est une université allemande, située à Ulm, dans le Land du Bade-Wurtemberg. L'université fondée en 1967 est une des plus jeunes universités allemandes ; elle a une activité centrée sur les sciences naturelles, la médecine, les sciences de l’ingénieur, les mathématiques, les sciences économiques et l'informatique. L'université compte 9 891 étudiants (semestre d'été 2018). Le campus de l'université est situé dans les Nord de la ville, sur une colline appelée Oberer Eselsberg, alors que l'hôpital universitaire a des sites dispersés à travers la ville.

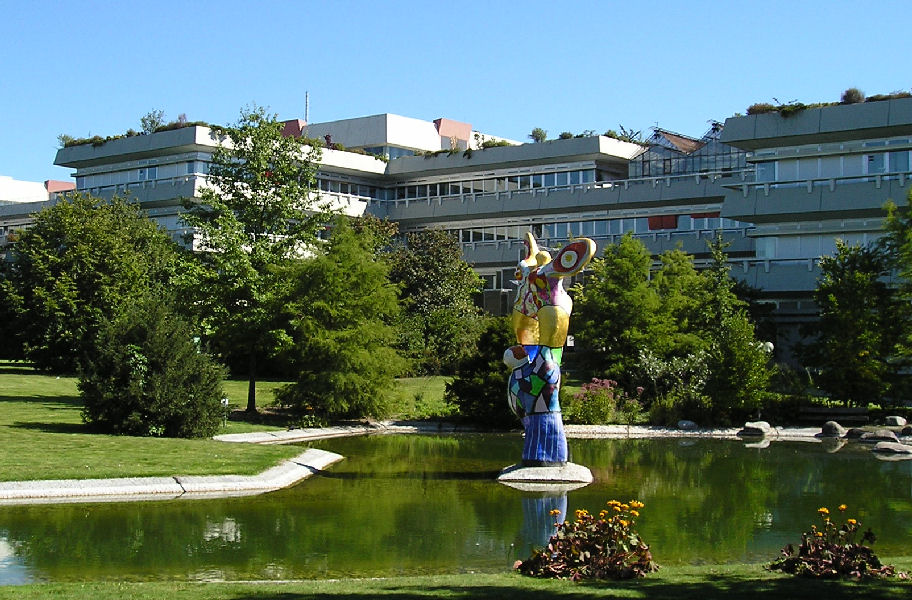
Bâtiment principal de l'université d'Ulm, au devant la statue Le Poète et sa muse de Niki de Saint Phalle (1978)

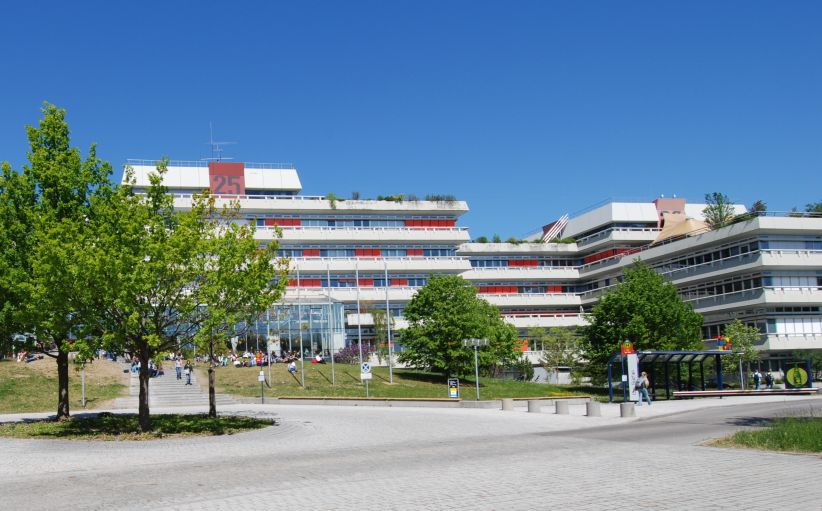
Le bâtiment principal vu du Sud.

## Historique
L'université est la plus jeune université de l'État du Land de Bade-Wurtemberg, qui compte plusieurs universités anciennes et renommées, comme l'université de Heidelberg (fondée en 1386), l'université de Fribourg-en-Brisgau (1457) et l'université Eberhard Karl de Tübingen (1477).

## Composantes

### Facultés
L'université a quatre facultés :
- Faculté des sciences naturelles, elle-même structurée en départements :
  - Département de biologie
  - Département de chimie
  - Département de physique
- Faculté de mathématiques et d'économie
- Faculté de médecine
- Faculté d'ingénierie, d'informatique et de psychologie

### Enseignement en anglais
En 1998, l'université d'Ulm a introduit un programme international d'enseignements en anglais : Maîtrise universitaire ès sciences|M.Sc.] en Technologie de la communication, la première du genre en Allemagne. L'université propose douze programmes de master en anglais destinés aux étudiants allemands et étrangers :
Advanced Materials, Biology, Biophysics, Chemical Engineering, Communications Technology, Cognitive Systems, Energy Science and Technology, Finance, Advanced Oncology, Molecular Medicine, Molecular and Translational Neuroscience, Physics. Ces cours, qui sont principalement suivis par des étudiants étrangers, contribuent de manière significative à l'aspect international de l'université, mais constituent également un grand défi dans le domaine de l'intégration des étudiants étrangers.
L'université d'Ulm est aussi impliquée dans l'université allemande du Caire. L'université participe depuis 2007 au programme d'initiative d'excellence allemande à travers la International Graduate School in Molecular Medicine Ulm (en).

## Recherche

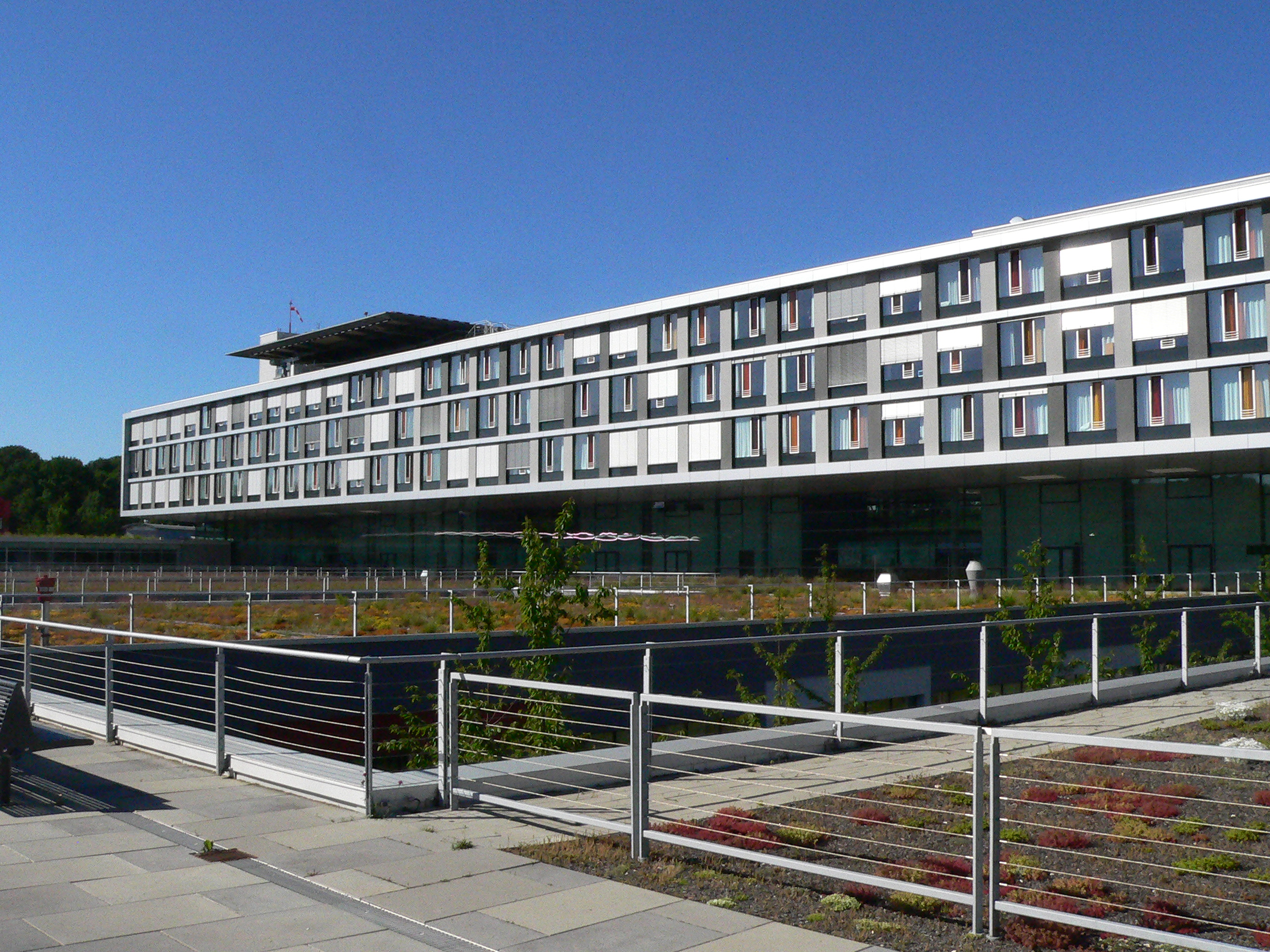
Hôpital universitaire, centre de chirurgie.

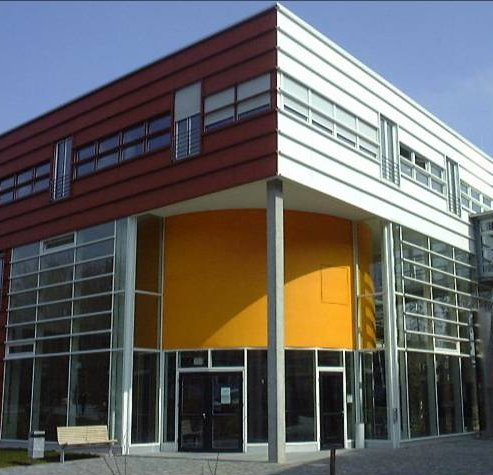
Bibliothèque du centre de communication et information. Campus West.

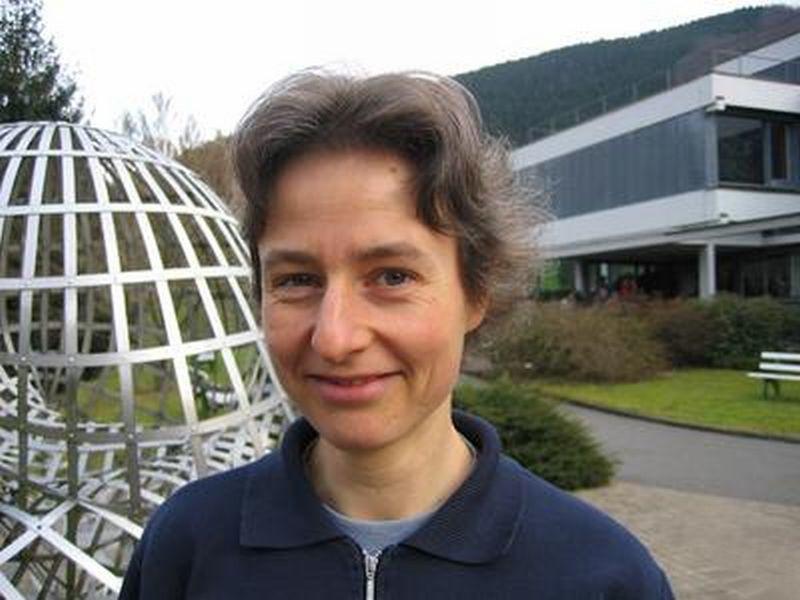
Gabriele Nebe, professeur de mathématiques (2000-2004).

### Domaines de recherche
Les principaux thèmes de recherche de l'université d'Ulm sont :
- Traumatologie : comprendre, traiter et éviter les traumatismes physiques et psychologiques, le domaine de travail est divisé en recherche médicale en traumatologie et en psychotraumatologie.
- Gérontologie : Recherche sur les mécanismes moléculaires des processus de vieillissement dégénératif et le développement de maladies liées à l'âge.
- Science et technologie quantiques : Étude des phénomènes physiques quantiques en théorie et en expérimentation.
- Stockage et conversion de l'énergie : développement de batteries et de piles à combustible nouvelles et respectueuses de l'environnement.
- Interaction homme-machine : développement de systèmes techniques intelligents et conviviaux, appelés compagnons, par un groupe de recherche interdisciplinaire d'ingénieurs, d'informaticiens et de psychologues.
- Services financiers et leur méthodologie mathématique : recherche et développement de méthodes et d'outils complexes pour le contrôle et la gestion des marchés financiers et des institutions financières selon les principes du marché

L'université participe également à de nombreux Sonderforschungbereich de la Deutsche Forschungsgemeinschaft. Le financement de la recherche par des tiers a atteint 67,5 millions d'euros en 2009.

### Parc scientifique
La combinaison des recherches industrielle et académique est facilitée par la création d'un parc scientifique autour du campus principal de l'université. Des centres de recherche d'entreprises comme Daimler, BMW, Continental, Siemens, Nokia, AEG, ont été créés sur le site, en plus des instituts universitaires spécialisés en recherche appliquée.

## Gouvernance

### Présidence
La présidence dirige l'université. Elle se compose du président, du chancelier, du vice-président pour la médecine, l'étude du genre et la diversité, du vice-président pour la recherche et les technologies de l'information et du vice-président pour l'enseignement et les affaires internationales.
Le président de l'université d'Ulm est, depuis le 1er octobre 2015, Michael Weber, spécialiste en informatique des médias.
Le chancelier est responsable du personnel et des questions économiques ; il est responsable des cinq départements constituant l'administration centrale de l'université.

### Conseil
Le conseil de l'université décide de la structure et du développement ainsi que du profilage de l'université. Il supervise la gestion du Présidium. Le comité est composé de sept membres extérieurs issus des domaines de l'économie et des sciences, de deux professeurs titulaires de l'université, d'un représentant du personnel scientifique et d'un représentant des étudiants.

### Sénat
Le sénat gère l'autonomie de l'université. Il décide, entre autres, des règlements et statuts de l’université, ainsi que des programmes d'études et des institutions de l'université. Le Sénat se compose des membres du de la présidence, des doyens des quatre facultés, du responsable à l'égalité des chances et - pour des questions relevant de l'hôpital universitaire - du directeur médical du directeur commercial de l'hôpital. Les membres élus du sénat sont quatre professeurs à plein temps de l'université, deux représentants du personnel scientifique, deux représentants des étudiants, deux représentants du conseil du personnel et un membre consultatif.

### Autogestion des étudiants
À ces organes s'ajoutent un ensemble de représentations des étudiants que réalisent l'autonomie estudiantine prévue par une loi du Land de Bade-Wurtemberg de 2012.

## Classement
En 2019, le périodique Times Higher Education attribue à l'université la 149e place parmi les universités au niveau mondial, elle est classée 16e parmi les 108 universités allemandes.